# 冑樹棘鼠
冑樹棘鼠（學名：Makalata armata）是嚙齒目、棘鼠科下的一种动物，冑树棘鼠属的唯一物种，分布于南美洲北部和東部各國。